# シークー
シークーは、喜界島に古くから自生する在来カンキツ。遺伝的に交配の可能性が低いにもかかわらず、イタリアが主産地のベルガモットと似た香りを持つとされる。ミカン属に属するが、2025年7月現在学名はつけられていない。

## 特徴
日本の鹿児島県奄美群島内の喜界島に自生している在来カンキツである。収穫時期は2月ごろ。20年程度の樹木においては高さ4.2メートル、幹周40センチメートルほどになる。
2017年、当時JICAエチオピア事務所に属していた寺本さゆりらにより『喜界島（鹿児島県）在来カンキツ ‘シークー’（Citrus sp.）の ベルガモット様香気成分の特徴およびその遺伝的背景』が発表された。その時点で鹿児島大学では10年以上シークーの良好な果実生産が行われていた。寺本が着目したのは、奄美諸島で自生や栽培の多いシークワーサー（C.depressa Hayata）の自生が喜界島では見られないこと、シークーの香りがベルガモットと似ていることが1997年ごろには指摘されていたものの、利用価値は低く喜界島内のみで栽培消費されていたことによる。島内では、数ある島みかんのひとつだったが種も多く酸味が強めのため、あまり食用になっていなかった。

### ベルガモットとの比較

#### 香り
上記論文の中で寺本は「ベルガモット香とは主に酢酸リナリル、リナロール、リモネンが主体となった香り」と位置づけ、シークーとベルガモットの「香気の主要構成成分は同ーで、ほぼ同質の香りを持つ」とした。
|              | リモネン | リナロール | 酢酸リナリル | その他  | 合計％  |
| ------------ | -------- | ---------- | ------------ | ------- | ------- |
| シークー     | 17.26％  | 18.31％    | 50.28％      | 11.44％ | 97.28％ |
| ベルガモット | 34.2％   | 13.7％     | 36.6％       | 15.2％  | 99.7％  |

#### 光毒性
ベルガモットはフロクマリン成分の一種であるベルガプテンを多く含み、紫外線と反応して光線過敏を引き起こす可能性が指摘されている。これにより、ベルガモットの精油が肌に触れた場合、皮膚にシミや色素沈着を起こしやすいとされている。そのためベルガモットの圧搾精油からベルガプテンを取り除く過程を経て商品化される場合がある。
しかしながらシークーの成熟果からはフロクマリンは検出されず、光毒性作用がないことはシークーの優れた品種特性であると言える。

## 他の柑橘との関係

### 遺伝的関係
ロクガツミカンとは近縁とされる。ただし葉緑体のDNAは異なる。シークワーサーとはやや近いとされるが、ベルガモットとは遺伝的に極めて遠い。寺本らはシークーとベルガモットは「各々独立に発生したもの」と位置付けている。

### 名称
沖縄地方では「シー」は「すっぱい」「酸味がある」などの意味がある。学名・和名ともになく、「シークー」「ムニハー」などと呼ばれる。

## 活用

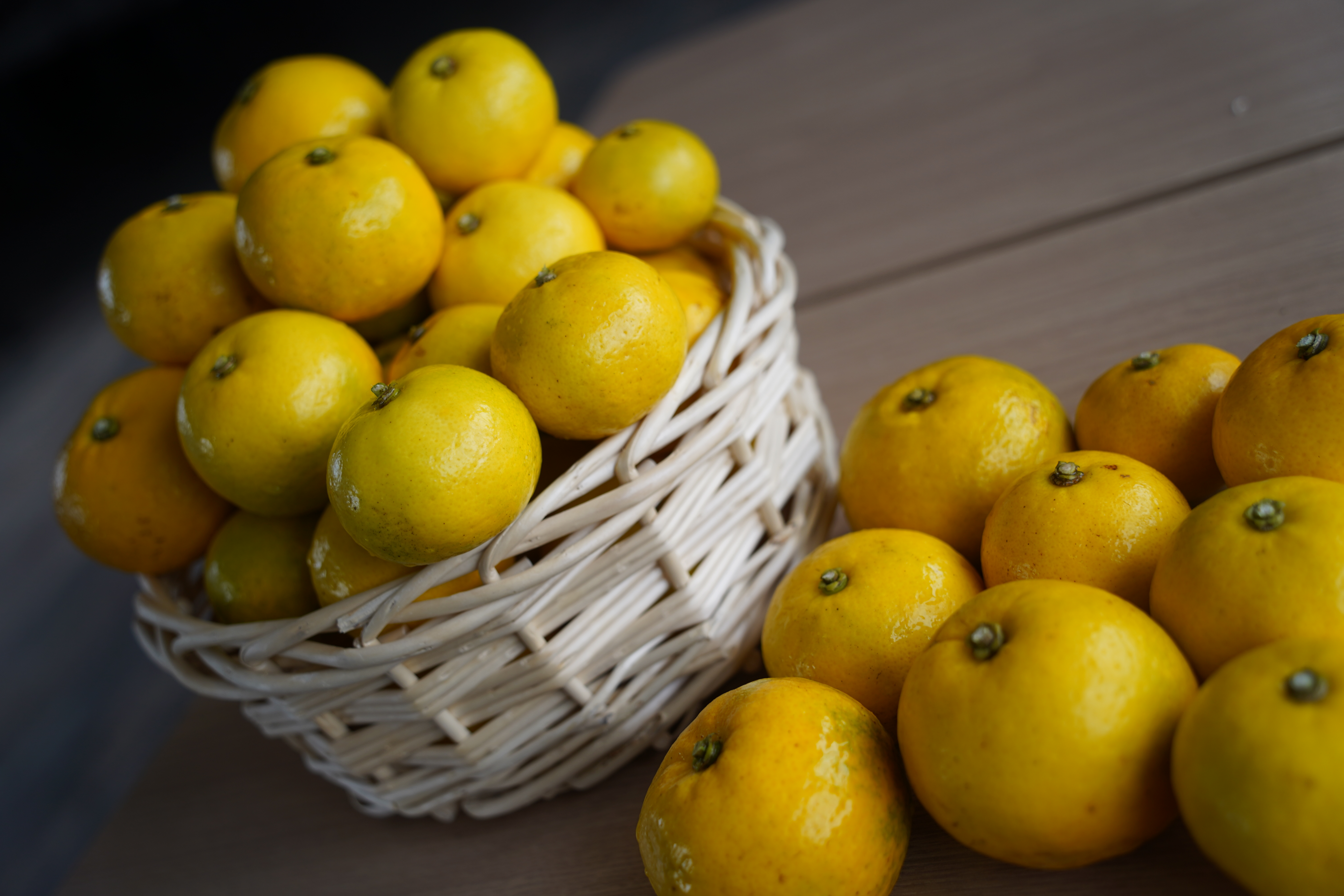
果実

喜界島にはシークーのほか在来の柑橘として「花良治（ケラジ）」「クリハー」「フスー」などがあり、鹿児島県は2018年（平成30年）ごろから新品種および新技術の確立支援産地育成に取り組み始め、香気成分分析（リモネン、リナロール、酢酸リナリル）の結果等を踏まえた活用方法を模索し、商品開発や作付面積の増加などの施策に取り組み始めた。
シークーは、ベルガモットの代替品として、天然香料、アロマテラピー、食品などに利用でき、酢酸リナリルとリナロールの含有量の多さからラベンダー精油と同様に、抗炎症や鎮静効果が期待できるとされている。

## 製品

### 食品・飲料
クラフトビール、エナジードリンク風炭酸飲料、サイダー、スピリッツ、スパイス、ソーメン

### 香料
エッセンシャルオイル、紅茶